# Kazuki Mine
Kazuki Mine (japanisch 三根 和起 Mine Kazuki; * 18. April 1993 in Osaka) ist ein ehemaliger japanischer Fußballspieler.

## Karriere
Mine erlernte das Fußballspielen in der Jugendmannschaft von Kyoto Sanga FC. Seinen ersten Vertrag unterschrieb er 2012 bei Kyoto Sanga FC. Der Verein spielte in der zweithöchsten Liga des Landes, der J2 League. Für den Verein absolvierte er zwei Ligaspiele. 2013 wurde er an den Ligakonkurrenten Kataller Toyama ausgeliehen. Für den Verein absolvierte er 13 Ligaspiele. 2014 wurde er an den Drittligisten AC Nagano Parceiro ausgeliehen. Im Mai 2014 kehrte er zu Kyoto Sanga FC zurück. 2016 wurde er an den Albirex Niigata (Singapur) ausgeliehen. 2017 wechselte er zu Vanraure Hachinohe. Ende 2017 beendete er seine Karriere als Fußballspieler.